# Vino blanco

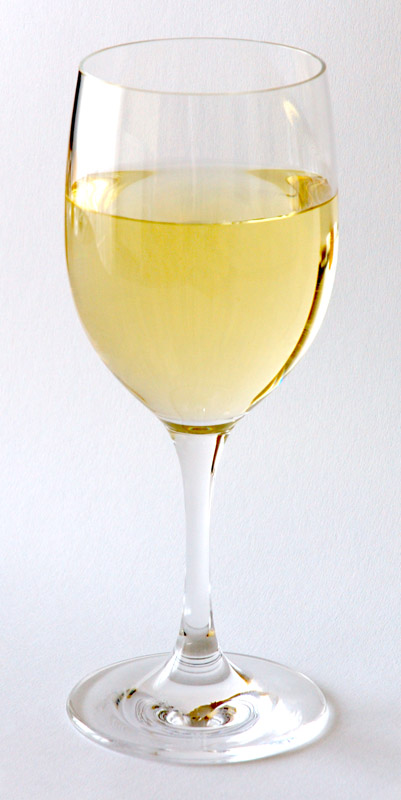
Una copa de vino blanco.

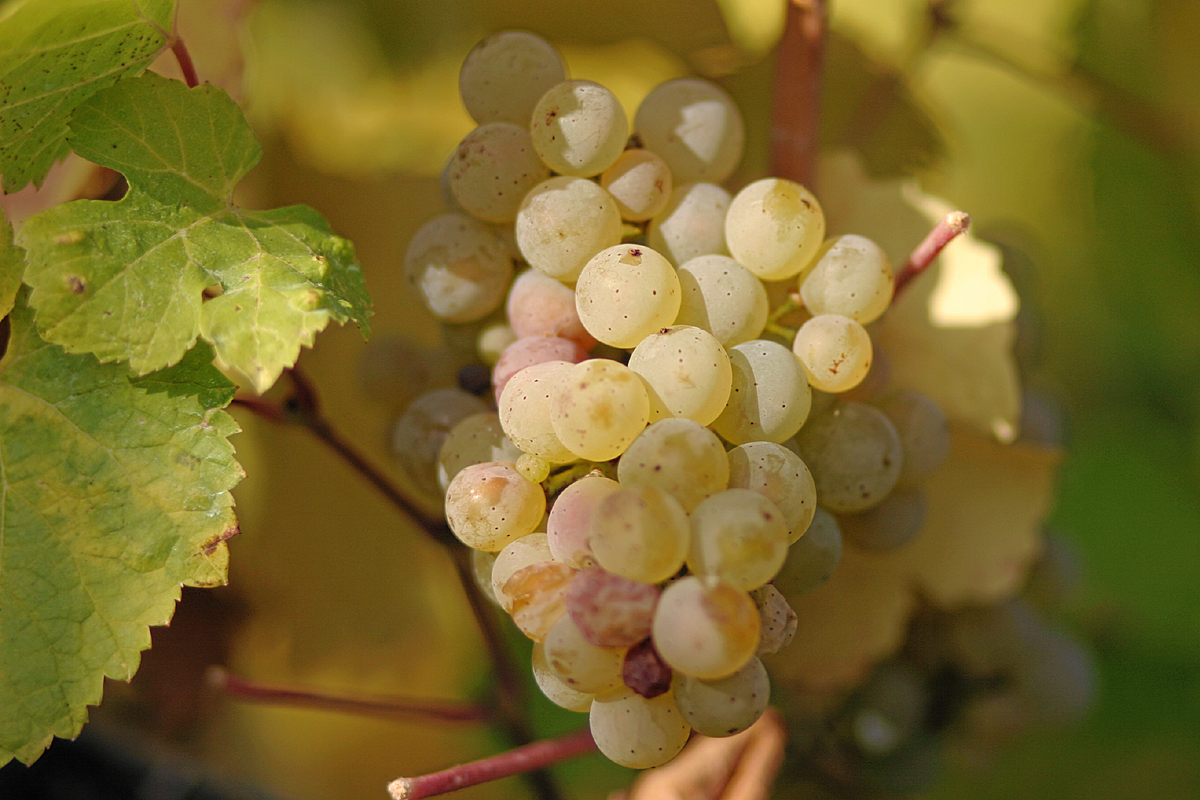
Racimo de la variedad Vitis vinifera de riesling en el Rheingau, Alemania.

El vino blanco es una variedad de vino que puede oscilar entre las tonalidades amarillo pajizo, amarillo verdoso o amarillo oro. Se produce por la fermentación alcohólica de la pulpa no coloreada de uvas que pueden tener una piel de color blanco o negro, a fin de mantener un color amarillo transparente en el producto final. La amplia variedad de vinos blancos proviene de la gran cantidad de cepas y métodos de elaboración empleados, así como de la relación de azúcar residual.
El vino blanco se estima que se consume desde hace 2500 años. Ha acompañado el desarrollo económico y se ha instalado en todos los países con tradición en el consumo de vino, principalmente en Europa, América y Oceanía.
Las uvas blancas que producen principalmente vinos blancos son de color verde o amarillo, una variedad muy extendida en el mundo, por lo cual este vino es producido en muchas zonas del planeta. Algunas variedades son muy conocidas, como la chardonnay, sauvignon y la riesling. También hay variedades de uva negra, como la pinot noir, utilizadas para producir vino blanco o champán.
Entre los muchos tipos de vino blanco, el vino blanco seco es el más común. Más o menos aromático y ácido, se deriva de la fermentación completa del mosto. Los vinos dulces son aquellos donde se interrumpe la fermentación antes de que todos los azúcares de la uva se conviertan en alcohol. Los vinos espumosos, que son en su mayoría vinos blancos, son aquellos en los que el dióxido de carbono de la fermentación se mantiene disuelto en el vino y se convierte en gas cuando se abre la botella, ofreciendo una delicada espuma.
El vino blanco se consume habitualmente como aperitivo antes de las comidas, con el postre, o como bebida refrescante. Es maridado tradicionalmente con la carne blanca y también con ciertos tipos de quesos. Su consumo también ha sido habitualmente asociado al de pescados y mariscos.
También es muy usado en la cocina para la elaboración de diversos platos, por lo general carnes blancas, pescados o mariscos, así como en la elaboración del risotto italiano.

## Historia

### Antigüedad

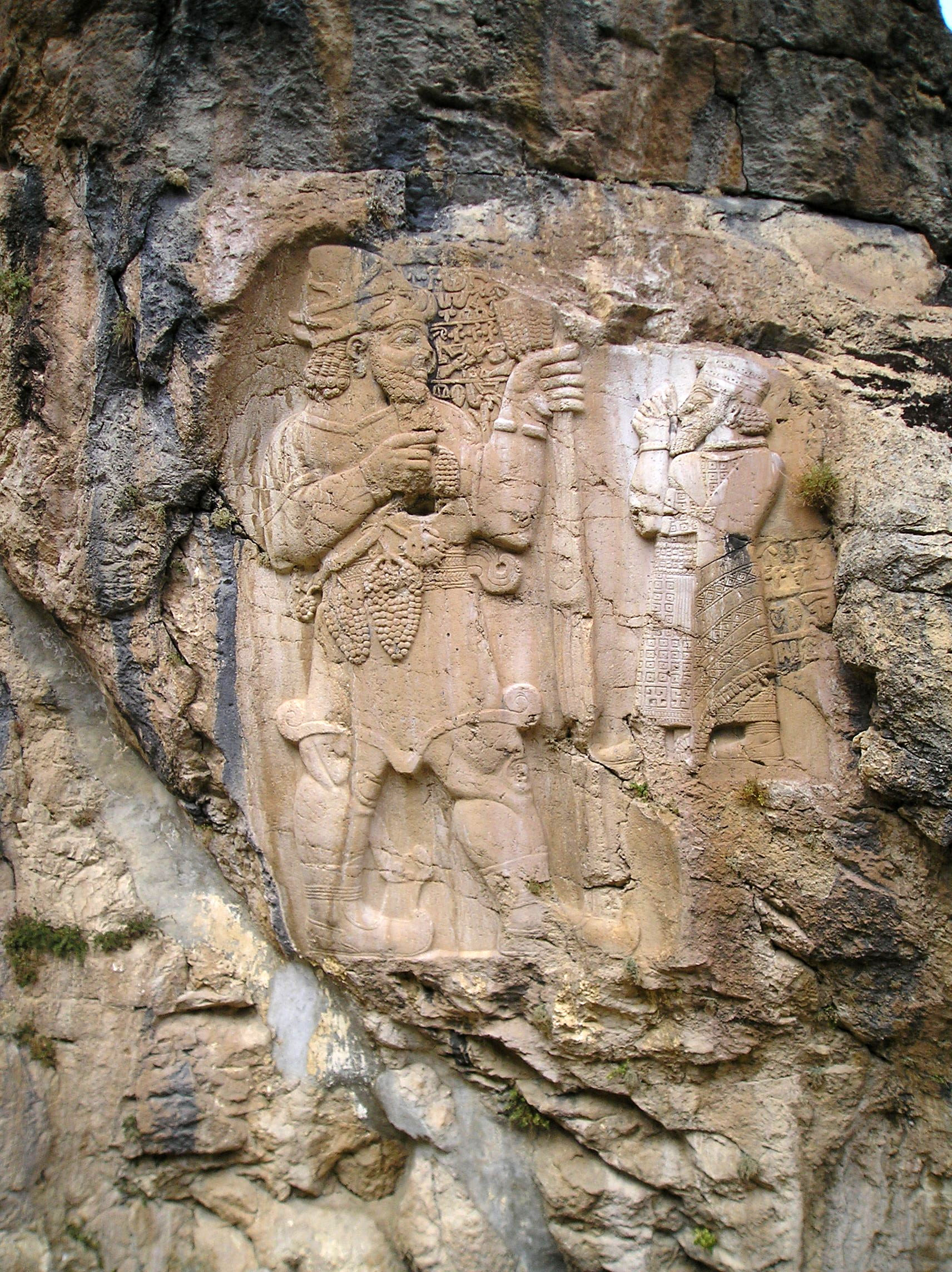
El rey hitita Warpalawa ofrece un racimo de uvas al dios Tarhunta. Bajorrelieve en la roca en Ivriz, Turquía, al principio del 1er milenio antes de Cristo.

El primer rastro de vino que se ha encontrado ha sido fechado hace 7.500 años, en el actual Irán, pero los resultados de las excavaciones arqueológicas no han sido capaces de determinar a partir de qué época comenzó a ser producido vino. La epigrafía habla de la presencia del vino en Oriente Medio: se produce en las «tierras altas» (las fronteras entre las montañas de Anatolia y Armenia) y luego importados a Mesopotamia, sobre todo desde el tercer milenio antes de Cristo. Las tablas de Hattusa describen el vino con el término «wiyana» en la lengua hitita, GEŠTIN en sumerio, y karânu en acadio.
En la antigua Grecia el vino ya había sido desarrollado y utilizado desde Hipócrates, un médico nacido alrededor de 460 a. C. que lo prescribe comúnmente a los pacientes. Utilizaba «Vino vinoso blanco» y «vino blanco amargo» entre sus remedios, una muestra de la diversidad de la producción en ese momento.
En la época romana el tipo de viticultura practicado por los griegos fue su modelo durante mucho tiempo, y la producción incluía vino blanco. Los ricos patricios romanos organizaban banquetes donde el costo de la comida era un signo de prestigio, y en la gama de productos caros el vino jugaba un papel predominante. Los ciudadanos más ricos construyeron suntuosas villas en la bahía de Nápoles, donde la vid había sido cultivada desde su introducción por los griegos. El aminum o uva antigua producían un vino blanco dulce producido como vino caliente que se asemeja al Madeira actual. La conquista de las regiones más al norte animó a los romanos a cultivar la vid y la elaboración de vinos más ligeros y menos dulces. También les animó a buscar nuevas variedades silvestres adaptables a estas zonas distantes donde las variedades mediterráneas mostraron sus límites. Por ejemplo, se plantaron vides en las riberas del Rin para proporcionar a las legiones romanas una bebida saludable en comparación con el agua, que rara vez era potable. El vino se tomaba fresco en verano y caliente en invierno, una práctica que aún perdura en el siglo XXI.

### Edad Media

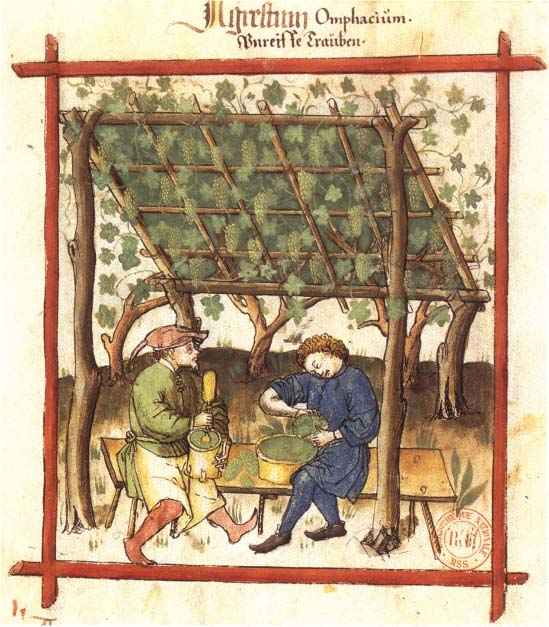
Uvas blancas en la Alta Edad Media.

Los comerciantes de vino no pudieron sobrevivir a la caída del Imperio Romano de Occidente y la viticultura se redujo drásticamente. Las tribus germánicas preferían beber cerveza y no vieron el valor del comercio del vino, además de que los vikingos cortaron las rutas marítimas en el Atlántico. En el sur, los sarracenos llevaron a cabo campañas militares en el sur de Europa que convirtieron en despoblados importantes zonas vinícolas como Languedoc, Provenza, el sur de Italia y el valle del Duero.
El conocimiento sobre la cultura de la vid fue conservado por la Iglesia católica: el vino era necesario para la celebración de la misa y los monjes plantaron vides en las latitudes altas e incrementaron las áreas cultivadas monásticas. Difícil de transportar y almacenar, el vino se mantuvo durante mucho tiempo como un producto para el consumo local. El comercio se restableció inicialmente después de que el enriquecimiento de los nobles y prelados, ya que, al igual que con los romanos, el arte de la mesa reflejaba la reputación del huésped.
El comercio fluvial fue de gran importancia en el desarrollo de los viñedos. Los países germánicos se beneficiaron de la navegabilidad del Rin y el Danubio para poder exportar su producción. Carlomagno contribuyó a este crecimiento mediante la promulgación de su Capitulare de villis que incluía un conjunto de reglas sobre el cultivo de la vid en todas las áreas. Fue una época de gran desarrollo de la cultura del vino blanco en Alemania y Austria. Los viñedos de Europa central
llegaron a 100.000 hectáreas, que era tres veces y media la superficie de la década de 1990. A partir del siglo XIII, los comerciantes que distinguen el vinum hunicum (‘vino de los hunos’), que era consumido por el pueblo, del francio vinum (‘vino de los francos’), que era el vino de la aristocracia rica. Fueron reconocidas las variedades de Riesling y Sylvaner a partir de finales de la Edad Media.
Parte del comercio europeo fue por mar a lo largo de la costa atlántica. Los ingleses, a continuación los holandeses y después los escandinavos en su demanda de vino, crearon una moda para la siembra entre Burdeos y La Rochelle. Cuando se introdujo la producción de vino a orillas del Charente, en el siglo XVII, los vinos blancos de Charente fueron catalogados como coñac. Al mismo tiempo, el vino blanco seco popular entre los holandeses se produjo al norte, en torno al puerto de Nantes a partir de las actuales áreas del Valle del Loira. Estos viñedos y los del Suroeste de Francia tenían sus redes de ventas gracias a la navegabilidad del Loira y el Garona.
En la cuenca mediterránea las Cruzadas enriquecieron las repúblicas rivales de Venecia y Génova. Para suministrar a las tropas de los ricos señores francos estas repúblicas les proporcionaban vino de Grecia. El puerto de Monemvasía, que exporta una gran cantidad de vino blanco, dio su nombre a la variedad Malvasía.  Una vez de vuelta a casa, los gobernantes y ricos aristócratas noreuropeos se interesaron por los vinos dulces que disfrutaron en Oriente, procedentes de uvas de los viñedos de Languedoc-Roussillon y España. El comercio de estos vinos se vio facilitado por su alto contenido de alcohol, que garantizaba la preservación durante el largo viaje hacia el norte de Europa.

### Edad Moderna

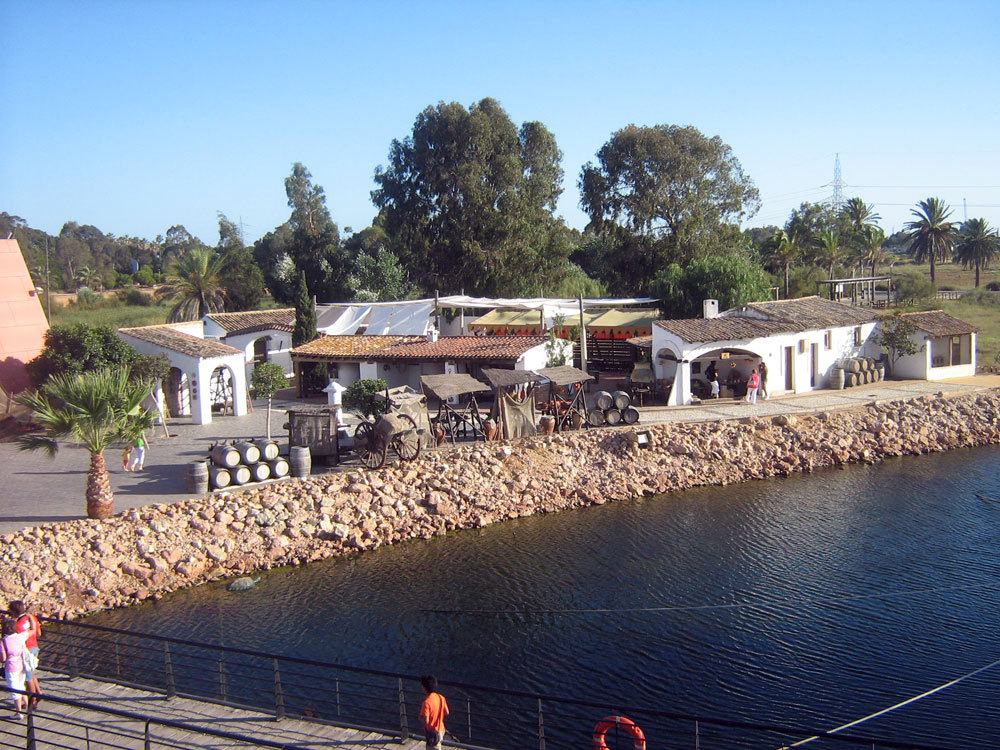
Reconstrucción del antiguo puerto de Palos de la Frontera.

En 1453 el Imperio Otomano tomó Constantinopla y la situación de los venecianos y genoveses se deterioró. El comercio del vino entre la Europa mediterránea y el norte se redujo significativamente. Al mismo tiempo, los españoles acababan de terminar su Reconquista y reemplazaron el vino mediterráneo por el de producción propia, especialmente para los consumidores holandeses e ingleses. El puerto de Sanlúcar de Barrameda comenzó a exportar grandes cantidades de vino blanco que era el antepasado del moderno Jerez. Este vino fue llamado saco y causó sensación en Inglaterra. Incluso a pesar de la beligerancia entre ambos países (como en el episodio de la Armada Invencible en 1588) el comercio continuó -a veces proporcionado por los piratas que robaban lo que no podían comprar. Entre 40 000 y 60 000 barriles de 500 litros cada uno salieron de la costa española anualmente para Inglaterra y los Países Bajos (este volumen de unos 300 000 hectolitros representaría dos tercios de la producción de hoy en día).
Desde el siglo XVI se plantaron las primeras vides europeas en América: primero en México y a continuación en Perú, Bolivia, Argentina, y Chile. Esta producción se añadió a las cepas autóctonas que crecían en México, aunque esta producción precolombina no era para la producción de vino, ya que las uvas estaban demasiado ácidas. Fue utilizado para producir acachul, una bebida endulzada con miel y frutos.
La Pequeña Edad de Hielo supuso la sentencia de muerte de la viticultura del norte. La vid desapareció del norte del Imperio Germánico y de Baden, y la altitud máxima para la viticultura descendió a 220 m s. n. m. (metros sobre el nivel del mar). Hans-Jürgen Otto observó que: «todos los viñedos sufrieron una gran disminución en el área». En Inglaterra, la vid también desapareció. La interrupción de la fermentación por un invierno frío llevó al descubrimiento del proceso de fermentación secundaria de champán.

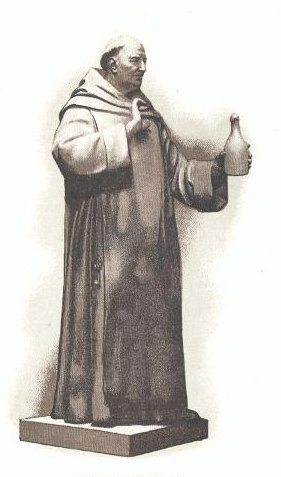
Dom Pérignon, el legendario creador del champán.

El enriquecimiento de parte de la población creó una moda de los vinos raros. Este fenómeno, que ya era responsable del desarrollo del jerez en Inglaterra, se reprodujo en Europa Central. El descubrimiento de los beneficios del cultivo de uvas blancas se llevó a cabo alrededor de 1650 en Hungría con el desarrollo de vino Tokaji. Hugh Johnson declaró que: «el Tokaji de hace tres siglos fue el mejor vino dulce del mundo, que fue heredado de una tradición vitivinícola de larga duración». Desarrollado con una uva cuya madurez excepcional se debe a un secreto comercial, este vino desarrolla también sus cualidades a través de un proceso que durante mucho tiempo se mantuvo en secreto en sus bodegas subterráneas. Apreciado por la Casa de Habsburgo, el Tokaji experimentó un comercio rentable. No fue sino hasta 120 años después, cuando se experimentó un método de vendimia tardía en las escarpadas orillas del Rin. Su utilización para el Sauternes fue confirmada en 1836 en el Château La Tour Blanche, pero en ese momento la cosecha dio un vino de gran sabor que requería varios años de envejecimiento en barriles.
Otras regiones también descubrieron secretos que enriquecerían el vino. Así fue que un monje llamado Dom Pérignon fue el legendario creador del champán. En un viñedo norteño desarrolló un vino especial que daría lugar a una pasión excepcional por el vino producido en un clima en el que no se podía esperar que alcanzase la madurez ni el color suficiente.
La moda de beber vino blanco seco barato comenzó en París en el siglo XVIII: para evadir el impuesto especial los parisinos tomaron la costumbre de ir a beber su vino en los locales de productores fuera de la ciudad. Comenzaron a abrirse cabarets en los suburbios, denominados guinguettes (similares a las tabernas) por lo que el vino que se servía también fue llamado «guinguet». Se trataba de un vino de las colinas del Sena o del Marne, agrio, pero las condiciones de transporte de la época no permitían que fuera consumido de forma prematura.

### Edad Contemporánea

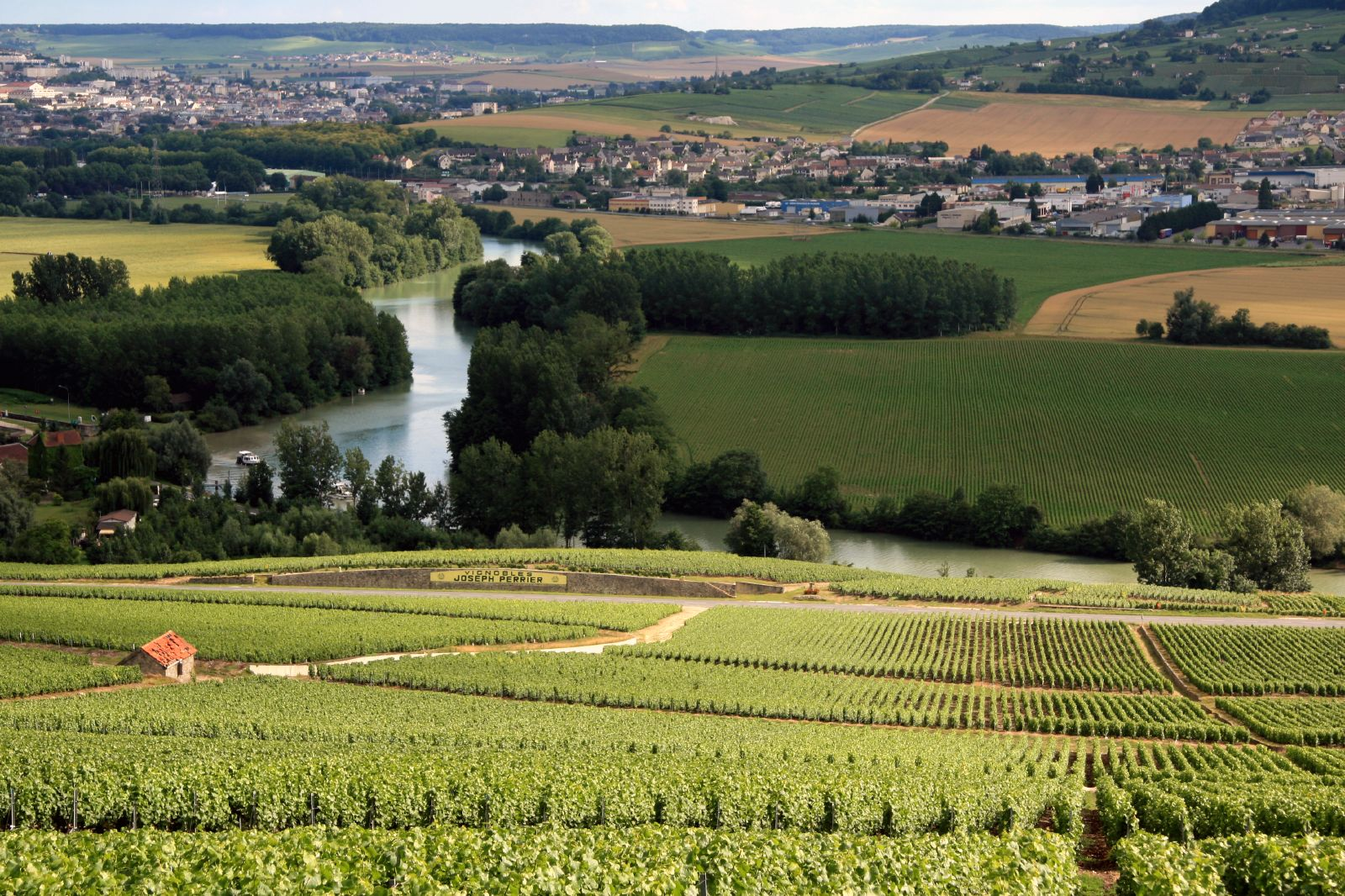
Panorama de plantaciones en las colinas de la región de Champaña.

El champán fue creado en el siglo XVIII, pero fue en el siglo siguiente que se produjo su expansión global. Los reinos europeos lo convirtieron rápidamente en el vino elegante de sus cortes, aunque su producción, necesariamente en botellas, hizo de él un producto muy caro. Hugh Johnson asigna un importante papel diplomático al champán: Talleyrand habría ofrecido este vino en la mesa de negociación del Congreso de Viena, utilizándolo para relajar el tono de las discusiones. La ocupación de Champaña por las tropas rusas en 1815 publicitó el vino espumoso entre la aristocracia rusa. El Veuve Clicquot (Viuda Clicquot) reservó su vino a sus ocupantes diciendo «beben hoy, mañana pagarán...»
El progreso de la industria del vidrio (sobre todo por el uso de carbón) ayudó a democratizar el uso de la botella de vidrio. La producción de vino espumoso aumentó dramáticamente y se extendió al continente americano. La técnica de fabricación se industrializó y se inspiró en otras regiones, pero la reputación del champán sufrió. El progreso del champán fue un producto de la revolución industrial que le permitió estar dentro de las posibilidades económicas de las clases medias.

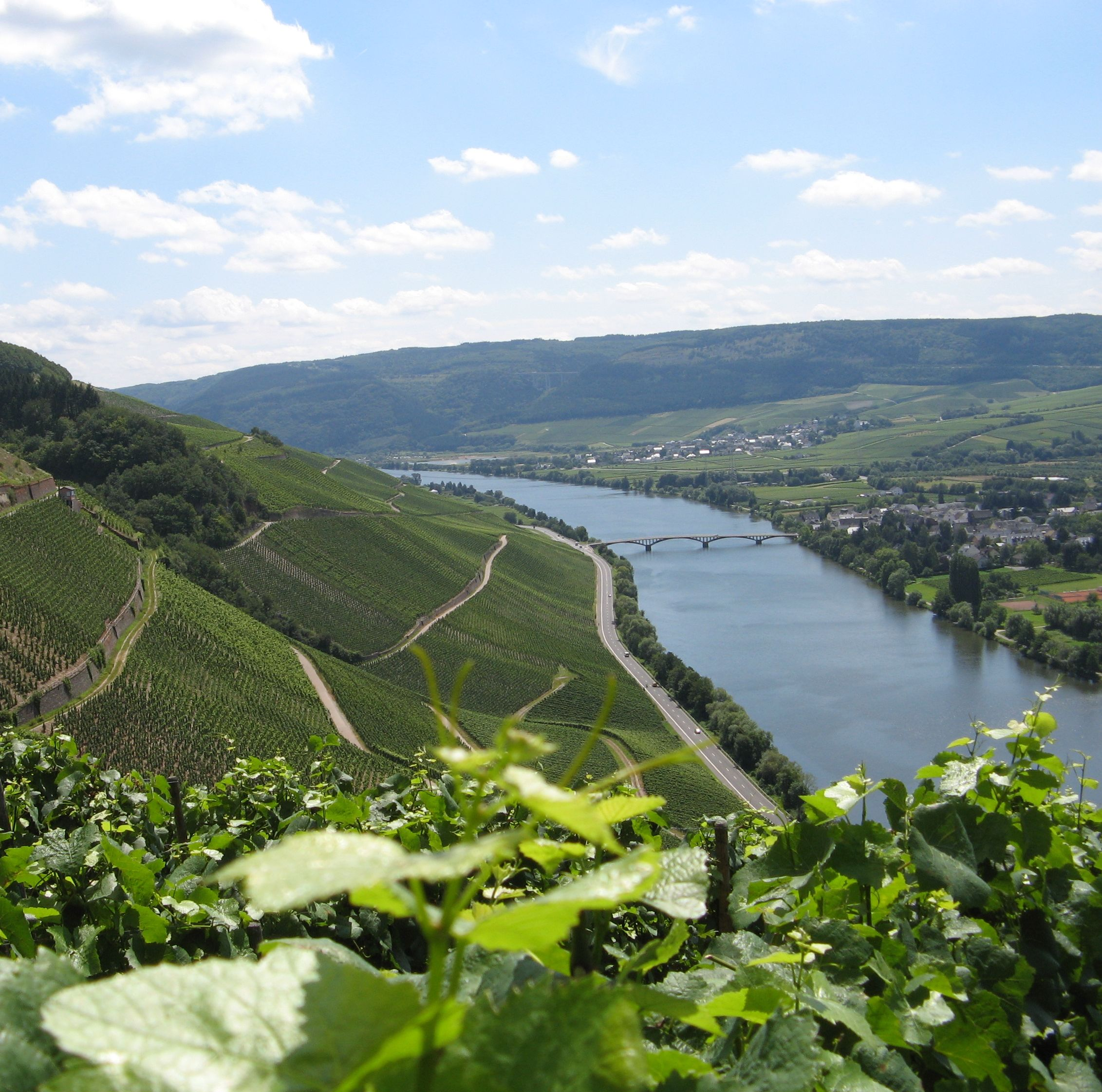
Las pronunciadas riberas del río Mosela en un viñedo alemán, Annaberg at Schweich.

El período del siglo XIX antes de la llegada de la filoxera fue una edad de oro de vino. La revolución industrial enriqueció a una clientela burguesa de los mejores vinos y el éxodo rural a las fábricas creó un gran mercado para los vinos producidos en masa. Un ejemplo destacado de los vinos blancos fue la viticultura en Alemania. La sensación de libertad infundida en los vinicultores alemanes bajo ocupación francesa durante el Primer Imperio impidió a la aristocracia y el clero de la recuperación de todos los viñedos de los que fueron despojados. La práctica de cosecha tardía fue generalizada y los vinos más o menos dulces ganaron el equilibrio en contra de su siempre viva acidez. En 1872 fue creado el Instituto de Investigación de Horticultura y Viticultura de Geisenheim, que fue la fuente de una gran cantidad de entrecruzamiento que propició nuevas variedades -la más conocida de ellas fue la Müller-Thurgau. Durante el mismo período, Suiza adoptó, en las orillas del lago de Ginebra, viñedos para producir predominantemente vino blanco.
Durante el siglo XX se produjo el auge de plantaciones de vides en países donde eran desconocidas. Sin embargo, la producción fue inestable en lugares con temperaturas altas durante la fermentación. El uso de grandes contenedores creó problemas de fermentación: las levaduras producían calor que no se podía rebajar, y más allá de 35 °C los microorganismos comienzan a sufrir y la fermentación se ralentiza y se detiene. Después de enfriar el vino se necesita una nueva adición de levadura para reanudar la fermentación (por no hablar de los efectos adversos sobre los aromas del vino y el riesgo de picadura láctica). En California se experimentó en la búsqueda del control de la temperatura de fermentación: su aplicación al vino blanco revolucionó los resultados de este tipo de vino. Los vinos europeos, marcados por sus procesos de molienda de la uva, eran diametralmente opuestos a aquellos vinos muy afrutados marcados por una vitalidad refrescante. Durante los años 1960-1990, estos métodos de vinificación se trasladaron a Europa y el uso de equipos de refrigeración es ahora ampliamente utilizado en casi todas las regiones productoras de vino blanco.

## Producción

### Zonas climáticas

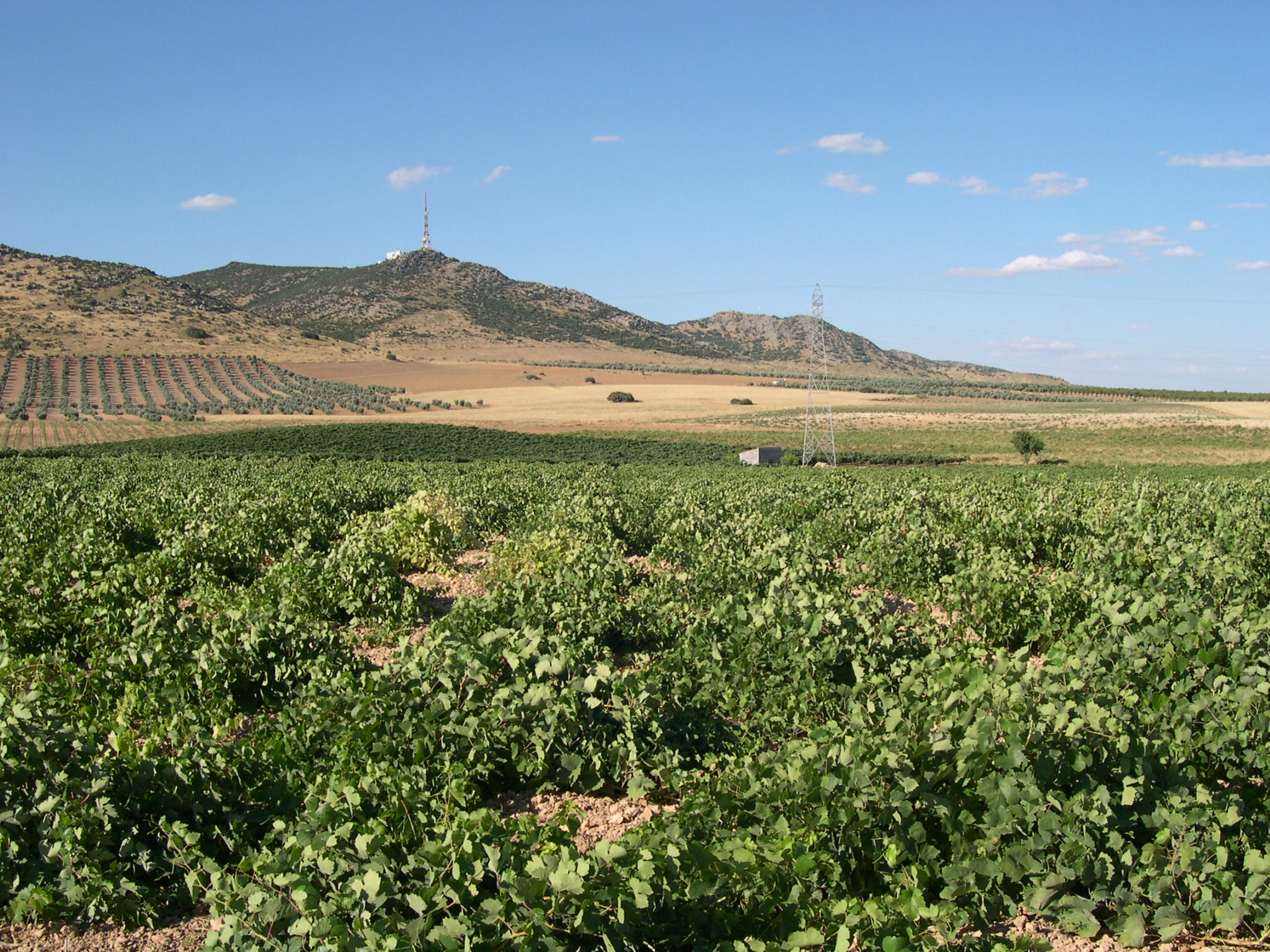
Viñedos en la provincia de Ciudad Real, en España. A pesar de la elevada temperatura media anual de Castilla-La Mancha, esta región alberga el 50 % de los viñedos españoles.

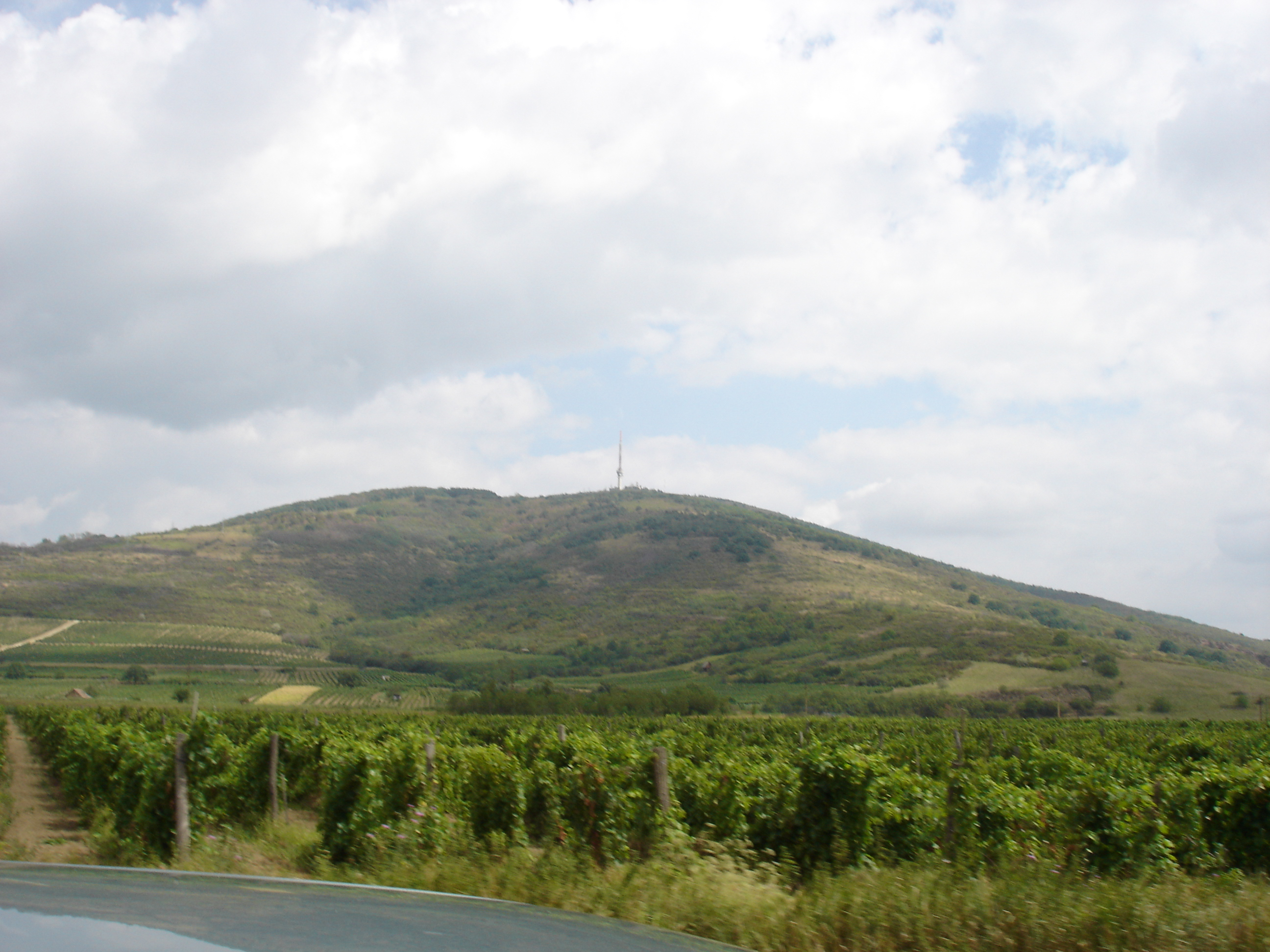
Viñedos en Tokaj (Hungría), que crecen en rocas volcánicas en una importante región vinícola de Centroeuropa.

Muchos países productores de vino producen vino blanco. Sin embargo, la uva blanca necesita menos calor que las uvas rojas para madurar; la falta de madurez de los taninos no es un problema ya que no se extraen en el prensado. Además, el balance de sabor se basa en una vivacidad significativa debido a la acidez. Las uvas para la producción de vino blanco seco se cosechan justo antes de la maduración. Estas condiciones de producción pueden funcionar en localizaciones más septentrionales o montañosas para la producción de vinos blancos secos.
En Europa, los viñedos de Alemania son predominantemente blancos (63,1 % del área de producción en 2006), al igual que los viñedos suizos (más del 50 % del área de producción son uvas blancas) y los viñedos de Luxemburgo (93 % de la zona de producción de uvas blancas o grises). En Francia, la mitad norte produce la mayor parte de los vinos blancos (Alsacia, Jura, Champagne, y el Valle del Loira). En España, paradójicamente, Castilla-La Mancha representa el 50 % de los viñedos españoles, produciendo en su mayoría vinos blancos en un área muy grande de producción en una zona de altas temperaturas. La región de Cataluña produce una gran cantidad de uvas blancas que se transforman en vino espumoso llamado cava. La zona de producción de cava es de 45 000 hectáreas dentro de un área total de producción de 65 600 has.
En América se han desarrollado vinos blancos y tintos, algunos de los cuales son reconocidos en todo el mundo. Los vinos blancos han debido conquistar territorios hostiles de predominio del vino tinto como las Montañas Rocosas o Canadá. En Canadá, la técnica del vino de hielo puede producir vinos excepcionales en un clima que es aparentemente desfavorable. Canadá es el mayor productor de vino de hielo del mundo. En Argentina existen zonas donde predominan los vinos blancos, como los Valles Calchaquíes en la provincia de Salta. Existe allí una ruta del vino que une diferentes bodegas cuya cepa primaria es el torrontés. Estados Unidos y Canadá son los principales mercados a los que se exporta el vino salteño.
Las zonas más cálidas del sur también producen vino blanco, pero en una proporción menor. Además, son a menudo vinos dulces o fortificados, vinos dulces naturales y vinos «vinés», como en el caso de los viñedos de todo el Mediterráneo (vino moscatel, madeira y marsala).

### Zonas geológicas
Según Claude y Lydia Bourguignon, los vinos tintos se adaptan bien a los suelos basados en piedra caliza, mientras que los mejores vinos blancos se producen en suelos sobre rocas metamórficas (Alsacia, Mosela, Anjou) o rocas volcánicas (Tokaj en Hungría y Eslovaquia).
Además, los vinos blancos también se producen en tierras con un subsuelo de piedra caliza como la base calcárea de la región vinícola de Champagne, o la piedra caliza bajo la marga silícea de Chassagne-Montrachet, que forman el telón de fondo de algunos de los vinos más prestigiosos del mundo.

## Consumo
| País               | %      |
| Porcentaje mundial | 40.6 % |
| Australia          | 60 %   |
| República Checa    | 60 %   |
| Nueva Zelanda      | 56 %   |
| Luxemburgo         | 53 %   |
| Finlandia          | 50 %   |
| Reino Unido        | 47 %   |
| Austria            | 46,9 % |
| Irlanda            | 44 %   |
| Estados Unidos     | 40 %   |
| Alemania           | 39.8 % |
| Argentina          | 39 %   |
| Italia             | 37 %   |
| Suecia             | 36 %   |
| Canadá             | 35.1 % |
| Suiza              | 31 %   |
| Países Bajos       | 30 %   |
| Rusia              | 30 %   |
| Bélgica            | 28.4 % |
| España             | 28 %   |
| Dinamarca          | 27 %   |
| Noruega            | 25.1 % |
| Chile              | 25 %   |
| Portugal           | 25 %   |
| Francia            | 21 %   |